# Synagris spiniventris
Synagris spiniventris är en stekelart som först beskrevs av Johann Karl Wilhelm Illiger 1802.  Synagris spiniventris ingår i släktet Synagris och familjen Eumenidae. Inga underarter finns listade i Catalogue of Life.